# ويل أولدهام
ويل أولدهام (بالإنجليزية: Will Oldham)‏ هو عازف قيثارة ومغني ومغن ومؤلف وموسيقي وكاتب أغاني وممثل أمريكي، ولد في 24 ديسمبر 1970 بلويفيل في الولايات المتحدة.

## أعمال

### أفلام
- (2010) جاك آس ثلاثي الأبعاد[7][8][9]

## ترشيحات
- Shortlist Music Prize [الإنجليزية]‏ (2006)

## وصلات خارجية
- ويل أولدهام على موقع IMDb (الإنجليزية)
- ويل أولدهام على موقع ألو سيني (الفرنسية)
- ويل أولدهام على موقع ميوزك برينز (الإنجليزية)
- ويل أولدهام على موقع ميوزك برينز (الإنجليزية)
- ويل أولدهام على موقع ميوزك برينز (الإنجليزية)
- ويل أولدهام على موقع قاعدة بيانات الأفلام السويدية (السويدية)
- ويل أولدهام على موقع إن إن دي بي (الإنجليزية)
- ويل أولدهام على موقع أول ميوزيك (الإنجليزية)
- ويل أولدهام على موقع أول ميوزيك (الإنجليزية)
- ويل أولدهام على موقع أول ميوزيك (الإنجليزية)
- ويل أولدهام على موقع أول ميوزيك (الإنجليزية)